# Військо Запорозьке Низове
Ві́йсько Запоро́зьке Низове́ — нереєстрове козацтво Запорожжя другої половини XVI — кінця XVIII століття з дислокацією за порогами Дніпра. Очолював військо кошовий отаман, осередком була Запорозька Січ. Першим кошовим отаманом був Остафій Дашкевич. Останнім Петро Калнишевський.
Внаслідок розходження політики керівництва Гетьманщини та кошових отаманів Запорозької Січі наприкінці XVII ст. (у період Руїни), єдність Війська Запорозького як військово-політичного організму було порушено.
Запорозькі козаки війська називалися низовими або січовими козаками, та не входили до офіційного компуту Реєстрового Війська Запорозького.

## Історія

### Заснування Запорозької Січі

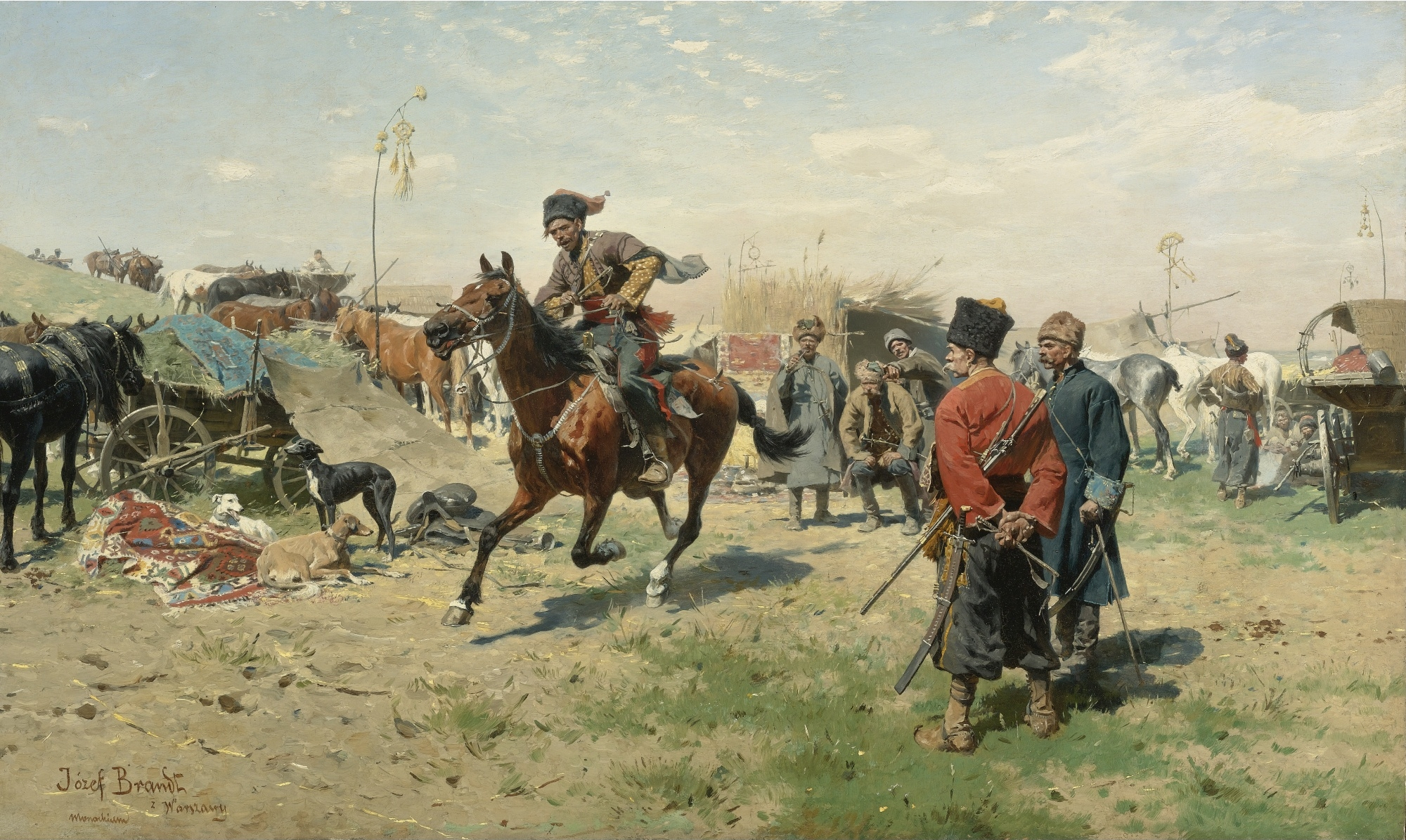
Ю. Брандт «Запорожці»

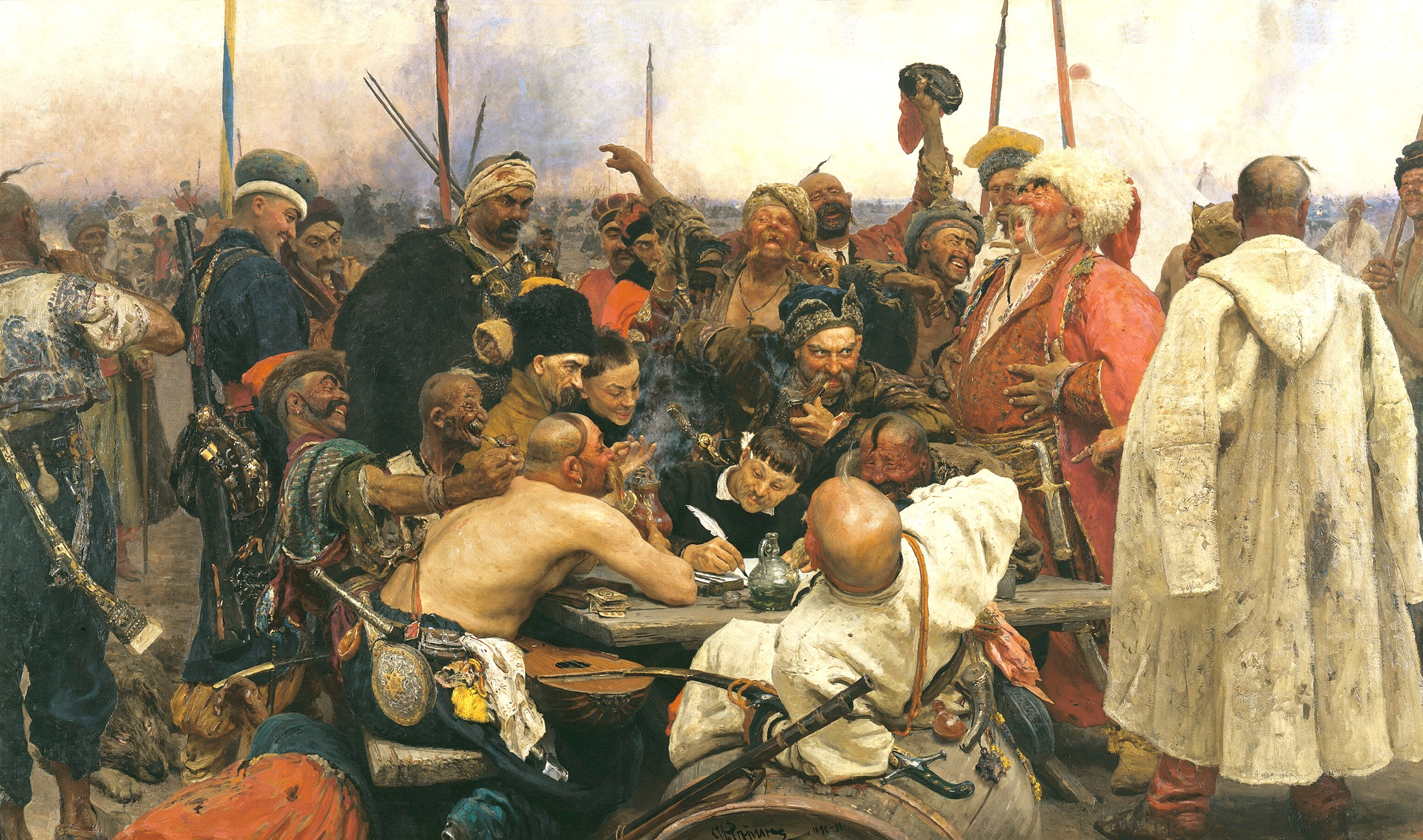
І. Рєпін «Запорожці пишуть листа турецькому султанові»

Запорозька Січ виникла у XVI столітті. Брак прямих свідчень залишає дискусійним питання точного часу, місця її виникнення. М. С. Грушевський появу Січі за дніпровськими порогами визначив 70—80-ми роками XVI століття, В. О. Голобуцький — 30—50-ми роками XVI століття, В. О. Щербак — 60—70-ми роками XVI століття.
Ідея створення форпосту на південних рубежах Литовсько-Руської держави виникла ще у 20—30-х роках XVI століття, але реалізувати її вдалося лише князю Дмитру Вишневецькому, який у 50-х роках XVI століття здійснив експедицію до дніпровських порогів і на острові Мала Хортиця побудував фортецю. До складу гарнізону на Хортицькому острові входили як козаки, так і бояри, драби, слуги. Проживання козаків Д. Вишневецького єдиною громадою у специфічних умовах Південного Порубіжжя сприяло зародженню військово-політичної організації запорозького товариства, її моделі. Побудований Дмитром Вишневецьким замок став прототипом козацького укріплення, яке, утвердившись на острові Томаківка у 60—70-х роках XVI століття, дістало назву Запорозької Січі.
Основною галуззю господарства Запорозької Січі були промисли, передусім це: полювання, рибальство, скотарство, бортництво, бджільництво, солевидобуток. Козаки мали торгові зносини з татарами та іншими сусідами, вели внутрішню торгівлю. Значний прибуток Січ мала з військових походів.
У другій половині XVI—XVII століттях запорозькі козаки здійснили десятки походів до Очакова, Кілії, Ізмаїлу, Акермана, інших твердинь Османської імперії на Північному Причорномор'ї, досягли берегів Малої Азії, зокрема, фортець Сінопа і Трапезунда. Наприкінці XVI — на початку XVII століть запорозькі козаки були втягнуті у війни, що вела Річ Посполита у Лівонії, Московському царстві. Запорожці брали активну участь у козацько-селянських повстаннях в Речі Посполитій, так, саме на Січі у 1648 році почалося повстання Богдана Хмельницького.

### Хмельниччина
Саме на Січі у 1648 році почалося повстання Богдана Хмельницького. З 1649 року Запорозька Січ була складовою Гетьманщини. У часи Руїни гетьмани втратили контроль над Запорозькою Січчю, а сама Січ навіть виставляла своїх кандидатів на гетьманство.
Саме з цього періоду термін «Військо Запорозьке Низове» використовується саме для позначення січового козацтва.

### За часів Мазепи
У 1709 році запорожці на чолі з кошовим Гордієнком підтримали виступ гетьмана Івана Мазепи проти Петра I, створивши союз за участі гетьмана Мазепи і шведського короля Карла XII.
Після поразки Мазепи, московські війська під командуванням Яковлєва та компанійці Гната Ґалаґана у 1709 р. зруйнували Запорозьку Січ. Низовики-утікачі засновують нову Кам'янську Січ, яка знищується у 1711 р. військами гетьмана Скоропадського за наказом московської влади. Козаки засновують Олешківську Січ.

### Під владою Туреччини (1711—1733)
У наслідку невдалого для неї Прутського походу, Росія відмовилася від територій Війська Запорозького Низового. Відповідно до Прутської мирної угоди (1711) та Адріанопольської угоди (1713) Московська держава відмовлялась від претензій на Правобережну Україну та Запоріжжя та визнавала юрисдикцію Туреччини над Запорозькою Січчю. Таким чином запорозькі землі на 22 роки увійшли до територій так званої Ханської України.
На початку XVIII сторіччя, після поразки гетьмана Івана Мазепи та невдалого походу Пилипа Орлика на Правобережжя 1711 року, південь України під владою Кримського хана став притулком для багатьох українських політичних емігрантів і всього запорозького козацтва.
Запорозькі козаки (Олешківська Січ) знаходились під владою Османської імперії до 1734 року, після чого повернулися до російської протекції, що було закріплено у Лубенському договорі.

### Нова Січ (1733—1775)

Україна у 1740—1750 роках. Синім позначена Гетьманщина, зеленим — територія Слобідських полків, помаранчевим — Військо Запорозьке Низове

#### Наступ російської влади на території козаків
Серйозного удару самостійності Січі завдало створення в 1764 р. Новоросійської губернії з центром у Кременчуці. До неї увійшли Нова Сербія, дві сотні Миргородського, 12 сотень Полтавського полків, а також Слов'яносербія. З особового складу козацьких та балканських сотень було утворено пікінерію.
Губернське чиновництво ще більше ізолювало Січ від Гетьманщини й Слобожанщини, призупинило потоки втікачів на Січ і активізувало подальший наступ на козацькі володіння. Значних обмежень зазнала традиційна торгівля запорожців кримською сіллю та іншими південними товарами. Щоб протиставити запорозькій вольниці силу, царський уряд оточив Січ п'ятьма укріпленнями, у тому числі Новосіченським, Усть-Самарським, Новобогородським. Поставлені у них гарнізони були готові до збройного наступу на Січ. Наприкінці 1760-х рр. Запорозька Січ опинилась у своєрідному мішку.

#### Російсько-турецька війна (1768—1774)
Початок війни з Туреччиною у 1768 р. відстрочив ліквідацію Війська Запорозького Низового. У війні найактивнішу участь узяли Запоріжжя, Лівобережна Україна і Слобожанщина. У 1769 р. запорожці й місцеве населення не допустили прориву 100-тисячної турецької армії вглиб України. Влітку козаки завдали декількох поразок турецько-татарським загонам у Північному Причорномор'ї, спільно з гусарами ходили глибокими рейдами до Бендер і гирла Дунаю. Особливою активністю відзначався Чорноморський флот Запоріжжя. Чорноморська флотилія вступила в бій з турецькою ескадрою на Дніпрі й перемогла її. У 1770 р. козацька флотилія полковника Третяка розгромила іншу турецьку ескадру на Чорному морі й взяла на абордаж її судна.
Запорожці, козаки інших українських земель прославилися при облозі й штурмі Бендер, визволенні Криму, в боях за Журжу, в рейдах на Тульчу, Ісакчу та в інших операціях. Військовою вправністю і мужністю запорожці завоювали в армії таку шану, що стати до їхніх лав мріяло чимало вищого російського офіцерства. Почесними козаками до різних куренів записалися Михайло Кутузов, командувачі російських військ Петро Панін, О. Прозоровський і навіть сам новоросійський губернатор Григорій Потьомкін під прізвиськом Григорія Нечеси. Вирішальні воєнні дії розгорнулися в 1774 р. Війська під командуванням Олександра Суворова розгромили супротивника під Базарджиком, блокували фортеці Сілістрія та Рущук, перейшли через Балкани й загрожували Константинополеві. Турецький уряд мусив капітулювати.
За умовами Кючук-Кайнарджійського миру 1774 р., Туреччина і Росія визнавали державну незалежність Кримського ханства. Лише в релігійних справах воно й надалі мало підлягати султанові. До Росії відійшли землі між Дніпром і Південним Бугом, крім невеличкої приморської смуги в районі Очакова. Росія дістала право вільної торгівлі на Чорному морі, а також територіальні надбання в інших місцях північних районів Причорномор'я і Приазов'я.

### Хронологія найважливіших подій
- 1578: За наказом Баторія супроти запорожців було здійснено каральний похід. Військам, котрі очолював Василь Костянтин Острозький, так і не вдалося приборкати низовців.
- 1591–1593: Участь у повстанні реєстровців під проводом Кшиштофа Косинського.
- 1593: Зруйнування першого осередку Томаківської Січі татарами.
- 1594: Візит на Базавлуцьку Січ Еріха Лясоти — посланця імператора Рудольфа II.
- 1596: Приєднання до повстання Наливайка.
- 1635: Повстання під проводом Івана Сулими.
- 1638: Повстання Острянина котре після баталії на Старці завершилося капітуляцією запорожців. У серпні Базавлуцьку Січ було зруйновано.
- 1639: Низовці на чолі з кошовим Лутаєм засновують Микитинську Січ.
- 1647: На Січ прибув Богдан Хмельницький.
- 1648–1649: Участь у визвольній війні.
- 1658: Повстання Пушкаря і Барабаша викликане протестом січовиків проти обрання гетьманом Івана Виговського.
- 1659: Російсько-українська війна. Напад Сірка на союзний Виговському Крим.
- 1709: Велика північна війна. Підтримка низовиками, на чолі з кошовим Гордієнком, самостійницького виступу гетьмана Івана Мазепи. Союз за участі, гетьмана Мазепи і шведського короля Карла XII.
  - 1709, 14 травня: знищення Чортомлицької Січі військами царату під командуванням Яковлєва та компанійцями Гната Ґалаґана. Низовики-утікачі засновують нову Кам'янську Січ.
- 1711: Знищення Кам'янської Січі військами гетьмана Скоропадського за наказом московитів. Заснування Олешківської Січі.
- 1733: Заснування Нової Січі.
- 1734: Підписання Лубенського договору, створення «Вольностей Війська Запорізького», підпорядкованого Росії
- 1775: Ліквідація Запорозької Січі.

## Устрій

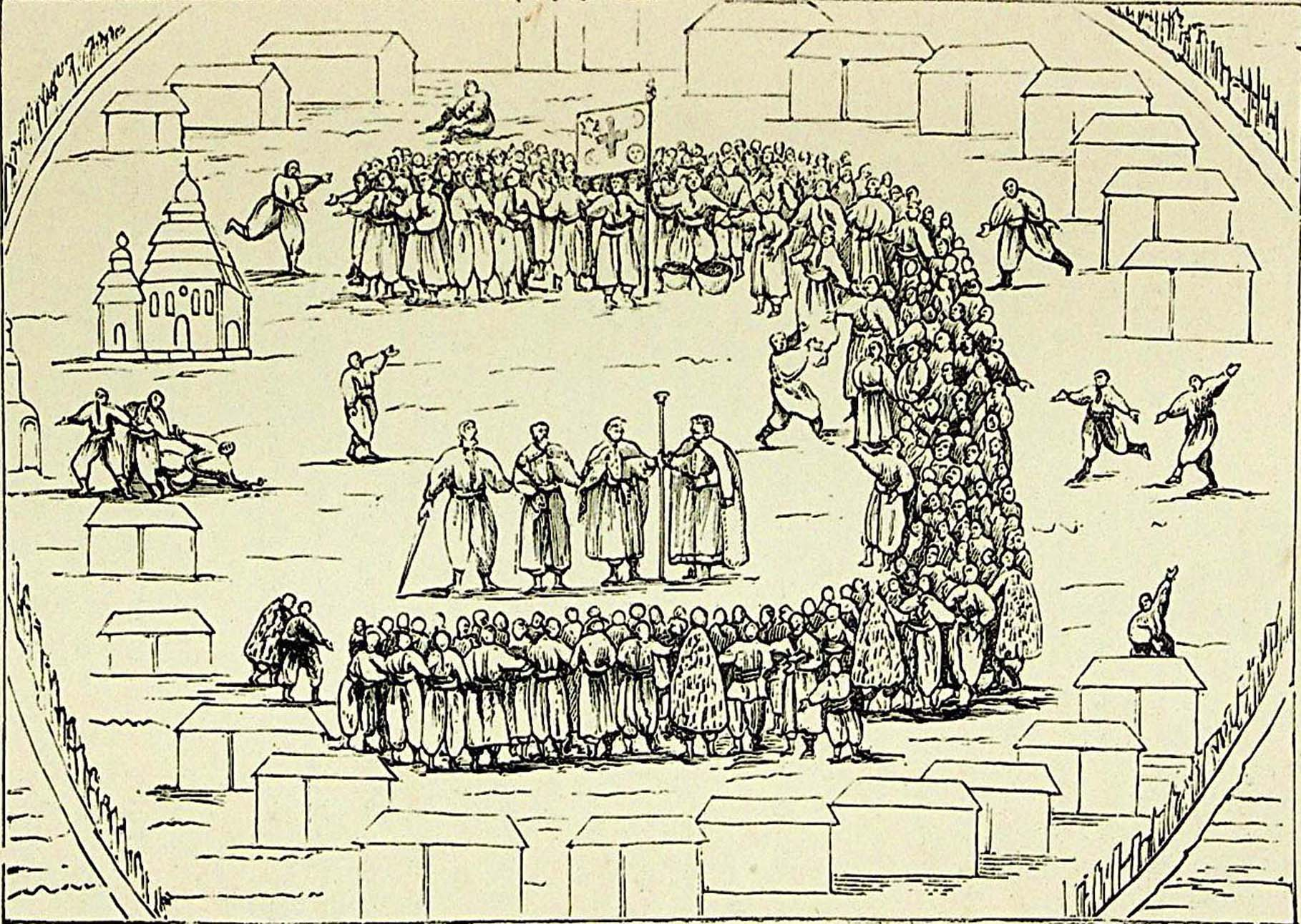
Січова рада. Гравюра XVIII ст.

Устрій Низового Війська базувався на демократичних засадах. Головою Війська був кошовий отаман, якого обирала січова рада, що складалася з усіх запорожців. Кошовий затверджував обрану січовою радою кошову старшину — військового писаря, військового суддю, військового осавула, які були його найближчими радниками і помічниками. Призначав паланкову і наказну старшину, інколи й військових службовців — військового довбиша, військового товмача, військового кантаржія, військового гармаша (пушкаря) та інших. Кошовий отаман, виконуючи функції верховного судді, затверджував вироки, винесені кошовим суддею, в тому числі і смертні, приймав духовних осіб з Києва і призначав священиків у січову і паланкові церкви. На час своєї відсутності призначав свого заступника — наказного отамана.
Владу кошового отамана обмежували звіт, час і рада запорожців. Кожен кошовий щороку 1 січня звітувався перед побратимами на раді. Якщо козацтво було невдоволене його діями, то кошовий покидав свою посаду і починалися вибори нового кошового отамана.
Кіш збирався щороку на загальній козацькій раді 1 січня, 1 жовтня (свято Покрови) та на 2—3 день Великодня.

## Військо
Низовці загалом поділялися на січовиків та зимівних козаків — перші власне й були ядром війська, це були люди нежонаті або розлучені, з них ті хто відзначився чи довго служив у війську звалися лицарством чи товариством. Лише товариство мало право обирати з-поміж себе старшину, отримувати грошову та хлібну платню, брати участь у поділі здобичі, вершити справи війська. У стосунках між козаками мав значення не вік а час вступу на Січ: хто вступив раніше, мав перевагу над тим хто вступив пізніше, тому останній називав першого «батьком», а перший останнього «сином» хоч «батькові» могло бути 20, a «синові» 40 років. Таким чином, на свій лад, це була перша системна дідівщина на українських теренах.
Працю запорожці зневажали, згідно хроніки Яна Петриція: «лінь їм, як виглядає, з землею цілий рік надриватися, оскільки звідкись можна швидко кровопролиттям нажитись. Запорожців годі схилити аби поля обробляли, землю засівали, огороджували, поливали, в них кожен зі здобичі почасти живе, а до праці береться лише за надвеликої потреби».
Від товариства вирізнялися сімейні козаки — їх також допускали на Запоріжжя але без права проживання на території Січі, вони мешкали на відстані від неї у степу по слободах, зимівниках та бурдюгах де займалися ремеслом, торгівлею та промислами. Товариство нарікало їх «гніздюками» чи «сиднями». Втім під час значних походів та баталій і січовики й гніздюки становили єдне військо.
На загал військо складалося із сухопутних сил та військового флоту. За системою комплектування підрозділів, їх матеріально-технічним забезпеченням, грошовим і речовим утриманням особового складу, а також за способом відбування козаками служби збройні сили Війська Запорозького не були регулярною чи іррегулярною армією або ополченням. Запорожці являли собою укомплектоване на корпоративній основі військово-ієрархічне формування з числа визнаних козаками осіб, професійних вояків, яких приймали на службу як добровольців або мобілізували за наказом запорозької влади.
Упродовж I-ї половини XVII ст. структура військових підрозділів і чисельність їх особового складу змінювалися залежно від конкретної воєнно-політичної ситуації, від наявності людських та матеріальних ресурсів, а також залежно від бойових завдань, що їх належало виконати війську. Попри відсутність у цій сфері уніфікації, сталим було те, що основним тактичним формуванням залишався полк, чисельність якого коливалася від кількох сотень до кількох тисяч вояків. У свою чергу він поділявся на сотні, а сотні — на десятки на чолі з десятником. Очолював військо кошовий заступником якого міг бути наказний отаман.
Практика участі козацького війська у різних воєнних кампаніях визначалася фактором ефективного, у порівнянні з їхніми східними супротивниками, озброєння і передовою військовою стратегією і тактикою. Запорожці зазвичай були добре забезпечені ручною вогнепальною зброєю, в тому числі мушкетами, які вирізнялися високими, як на той час, технічними характеристиками. Це зумовило поширення в козацькому війську тактики, що полягала у використанні кількох шеренг стрільців, що давало можливість вести безперервний вогонь.
Польова артилерія вирізнялася високою мобільністю та давала можливість вести потужний вогонь по противнику з коротких дистанцій. Крім гармат переважно невеликого калібру, гармаші мали в своєму розпорядженні вибухові пристрої великої потужності, призначені для руйнування ворожих укріплень. Використовувався мобільний загальновійськовий інженерний засіб оборонного призначення — рухома фортеця. Також серед інженерних засобів були, зокрема, дерев'яні штурмові башти і завали із горючих матеріалів, які спалахували при підпалі закладеного в них пороху, утворюючи вогняний вал
Під час наступальних дій великого значення мав фактор раптовості. Через це козаки практикували рейди рухливої кінноти у глибокі тили супротивника, а також несподівано атакували його в темну пору доби. Запорожці уникали характерної для тогочасної тактики західноєвропейських армій затяжної багатомісячної облоги фортець — якщо укріплення противника не вдавалося здобути після порівняно нетривалих, однак максимально потужних штурмів, вони відступали і повторювали свої спроби в інших, неочікуваних для ворога місцях. Водночас козаки докладали зусиль, аби спустошити економічний потенціал противника й паралізувати його комунікації. Вони використовували усі засоби задля перемоги. Як бідкався під час повстання Острянина хроніст Шимон Окольський:
У XVII ст. флот запорожців став грізним конкурентом для морських сил Османської імперії в басейні Чорного та Азовського морів. Цьому сприяли бойові човни, виготовлені з вербового або липового дерева — чайки. Це були безпалубні гребно-вітрильні судна, що не мали кіля, із внутрішніми перегородками і банками для веслярів. Для підвищення їх плавучості на морі використовували спеціальний пояс із сухого очерету, припасований зовні бортів. Козаки ходили у морські походи флотиліями, що налічували від кількох десятків до кількох сотень човнів. Вони не лише успішно протистояли галерам турецького флоту, а й нападали на міста і села Румелійського та Анатолійського узбережжя імперії. Під час морських битв козаки намагалися скористатися фактором раптовості, маневрували, під час зближення з ворожими суднами інтенсивно застосовували вогнепальну зброю і йшли на абордаж.

### Адміністративний поділ

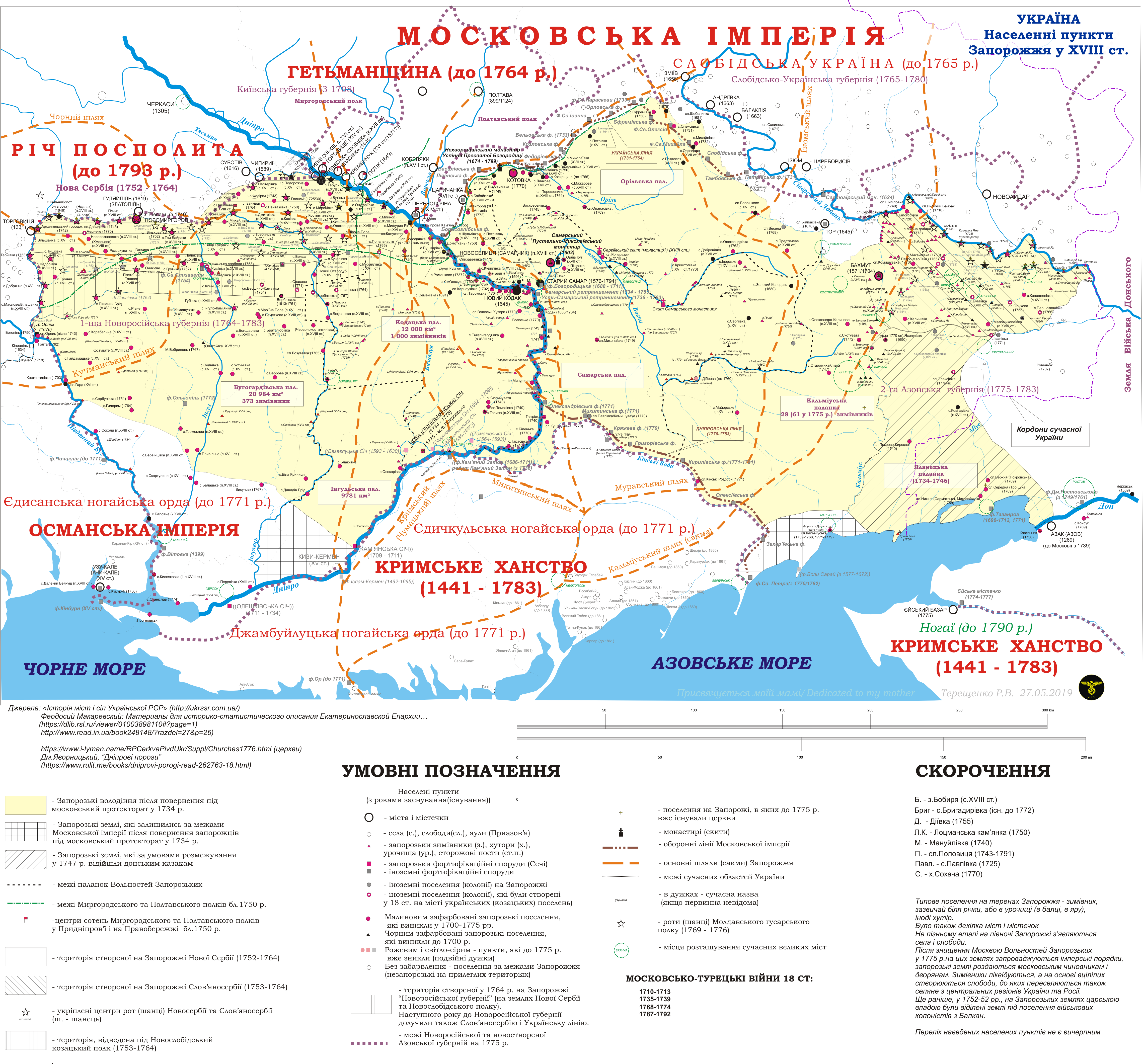
Землі Запоріжжя у складі Російської імперії на 1775 р.

У XVII сторіччі Низове Військо поділялася 5 паланок: Бугогардівську, Кальміуську, Кодацьку, Перевізьку, Самарську, з яких Кодацька та Самарська заселялися сімейними козаками. Згодом було утворено ще 3 паланки: Орельську, Протовчанську і Прогноївську.
Центром паланок була слобода з невеликим укріпленням, де розміщувалась козацька залога. На чолі паланки стояв полковник, який зосереджував у своїх руках всю військову, адміністративну, судову і фінансову владу. Полковнику підпорядковувалась адміністрація паланки — писар, отамани слобід тощо. Некозацьке населення, яке проживало на території паланок підлягало владі паланкової старшини.
- Бугогардівська паланка
- Кальміуська паланка
- Кодацька паланка
- Перевізька паланка
- Самарська паланка
- Орельська паланка
- Протовчанська паланка
- Прогноївська паланка

### Чисельність

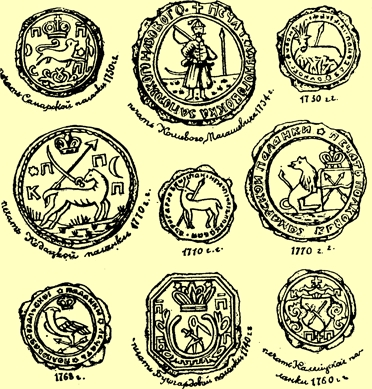
Печатки Війська Запорізького Низового та його паланок (XVIII ст.)

Кількісний склад ВЗН не був сталим, адже як вхід, так i вихід з Січі були вільними; певного терміну перебування прийнятому не визначали: кожен міг виходити з неї, коли завгодно й коли була потреба. Козак покидав Січ, коли в нього з'являлося бажання служити в котромусь з українських міст, коли надумав одружитися й заводити власне господарство чи просто набридало життя в Січі. 3 рештою, він знову міг повернутися якщо виявляв своє бажання. За потреби тим, хто покидав Запорожжя, видавали атестати для вступу на службу до котрогось з гетьманських полків, у них вносилося ім'я, по-батькові, прізвище та назва куреня козака, а також опис його попередньої служби. У разі відзнак надавалися додаткові рекомендації.
— 1594 згідно з іноземними джерелами, кількість запорожців становила близько 3 тис. чол.
— 1727 Х. Манштейн свідчить про 12 — 15 тис. чол.
— 1755 кошовий Федорів y своєму рапорті заявляв що в складі ВЗН, зі старими й жінками в зимівниках, близько 27 тис. чол.
— 1762 з нагоди вступу на престол Катерини II на вірність їй присягало 20 281 запорожців.
— 1769 року в готовому до походу проти турків Війську 3апорізькому козаків було 12 тис. окрім того, 2 тис. залишилося в Січі й 3 тис. по паланках a разом 17 249 чоловік.
— 1775 року у відомості Текелі всіх жителів запорозької землі, тобто козаків і посполитих, чоловіків і жінок вказано 59 тис. 637
3апорожець Микита Корж і колишній священик низових козаків Григорій Крем'янський визначають чисельність усього війська на час знищення Січі в 40 тис. чоловік.

## Міжнародні відносини
Коли інформація про успіхи та подвиги запорожців у боротьбі проти шляхетської Польщі, Криму й Туреччини поширилася в Західній Європі, допомоги з боку Січі почали шукати уряди багатьох західноєвропейських держав. У 1594 р. за дорученням австрійського імператора Рудольфа ІІ на Січ прибув посол Еріх Лясота, щоб укласти союз проти Туреччини. Не раз у дипломатичні відносини із Запорозькою Січчю вступав і московський уряд. Частими були, особливо після 1654 р., дипломатичні відносини з Січчю кримського, турецького та ін. урядів.